# Monte Ambin
Il monte Ambin (Pointe d'Ambin in francese) è una montagna delle Alpi Cozie (gruppo d'Ambin) alta 3.264 m e situata lungo la linea di confine tra l'Italia e la Francia, tra i comuni di Exilles (IT) e di Bramans (FR).

## Descrizione
La cima si trova sul crinale Dora-Arc e verso sud-ovest una larga insellatura quotata 3.224 m la separa dalla punta Sommeiller. Verso nord-est il monte presenta una evidente anticima a quota 3.250, dopodiché la cresta scende ripida fino al colle d'Ambin (2.897 m).

In direzione nord si stacca dalla cima una cresta che penetra profondamente in territorio francese e che termina con il Grand Cordonnier (3.087).
Sulla vetta si trova una piccola croce metallica posizionata dalla scuola di alpinismo del CAI di Asti nel 2008.

## Accesso alla vetta

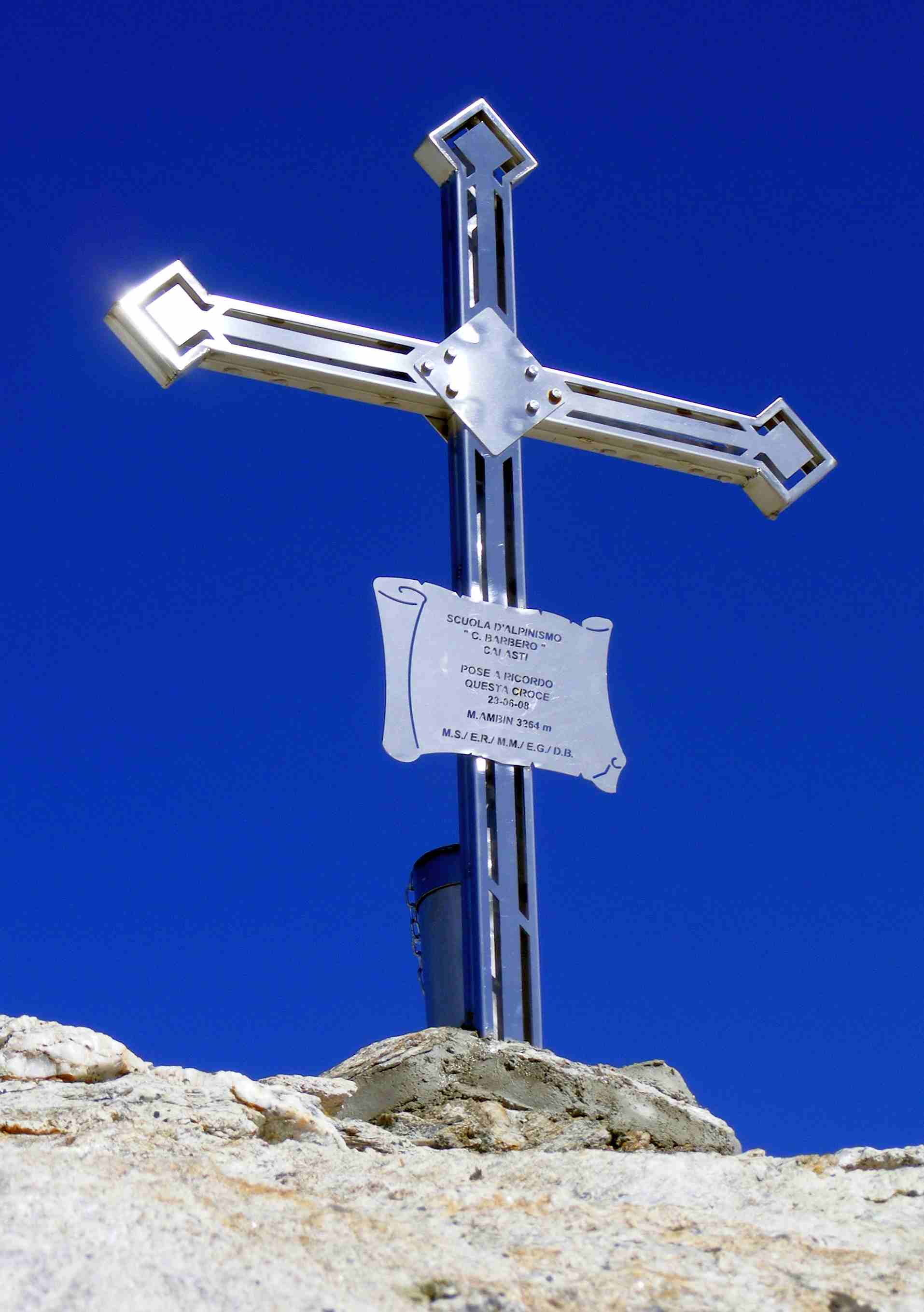
Croce di vetta

Le vie di accesso più semplici al monte Ambin percorrono la cresta spartiacque: la cresta che collega la montagna alla punta Sommeiller è agevolmente percorribile mentre quella che raggiunge il Colle d'Ambin è decisamente più ripida.
La parete nord è percorsa da una classica via alpinistica mista di roccia e ghiaccio che presenta una difficoltà alpinistica valutata in AD-.

La salita sci-alpinistica al monte con partenza da Grange della Valle è valutata per Ottimi sciatori.

## Punti di appoggio
- Bivacco Walter Blais
- Rifugio Levi Molinari
- Bivacco Sigot
- Refuge d'Ambin

## Cartografia
- Cartografia ufficiale italiana dell'Istituto Geografico Militare (IGM) in scala 1:25.000 e 1:100.000, consultabile on line
- Cartografia ufficiale francese dell'Institut géographique national (IGN), consultabile online
- Istituto Geografico Centrale - Carta dei sentieri e dei rifugi scala 1:50.000 n. 1 Valli di Susa Chisone e Germanasca e 1:25.000 n. 104 Bardonecchia Monte Thabor Sauze d'Oulx